# Allantodia prolixa
Allantodia prolixa là một loài thực vật có mạch trong họ Woodsiaceae. Loài này được (Rosenst.) Ching miêu tả khoa học đầu tiên năm 1964.